# David Westenberg
David Westenberg (Zwolle, 16 oktober 1771 - Den Haag, 17 september 1846) was een Nederlands jurist. Hij was van 1838 tot 1846 raadsheer in de Hoge Raad der Nederlanden.
Westenberg groeide op in Overijssel, waar zijn vader Joan Westenberg kamerbewaarder van de Staten van Overijssel was. Hij studeerde rechten aan de Universiteit van Harderwijk van 1788 tot 1793; op 15 juli 1793 promoveerde hij te Harderwijk op De contractibus non nominatis (Over onbenoemde overeenkomsten). Na zijn promotie werd hij advocaat in zijn geboorteplaats Zwolle. Op 12 september 1802 trouwde hij te Raalte met Johanna Elisabeth Walraven.
In 1802 werd Westenberg benoemd tot raadsheer in het Hof van Overijssel. In 1811 werd hij raadsheer in het Keizerlijk Gerechtshof te 's-Gravenhage en bleef dat toen het in 1813 het Hoog Gerechtshof werd. In 1838 was hij een van de eerste raadsheren in de Hoge Raad der Nederlanden, wat hij tot zijn dood in 1846 zou blijven.